# Kyšice (Plzeň városi járás)
Kyšice település Csehországban, Plzeň városi járásban. Kyšice Letkov, Plzeň, Tymákov, Dýšina és Ejpovice településekkel határos. Lakosainak száma 1102 fő (2024. január 1.).

## Népesség
A település lakosságának változását az alábbi diagram mutatja:
| Lakosok száma | 544  | 635  | 816  | 778  | 616  | 873  | 948  | 992  | 1059 | 1102 |
|               | 1869 | 1900 | 1921 | 1961 | 1980 | 2011 | 2016 | 2019 | 2021 | 2024 |